# Sarah Huckabee Sanders
Sarah Huckabee Sanders (Hope (Arkansas), 13 augustus 1982) is een Amerikaanse politica van de Republikeinse Partij. Sinds 10 januari 2023 is zij de eerste vrouwelijke gouverneur van de Amerikaanse staat Arkansas. Eerder was ze onder meer actief als perschef van het Witte Huis (2017–2019) onder president Donald Trump.

## Jeugd
Sarah Huckabee Sanders groeide als enige dochter op in het gezin van de vroegere gouverneur van Arkansas Mike Huckabee en politicus Janet McCain Huckabee. Ze heeft twee broers. Ze doorliep de high school in Little Rock en deed toelatingsexamen aan de Ouachita Baptist University in Arkadelphia (Arkansas). Daar werd zij voorzitter van studentenverenigingen en Republikeinse organisaties. Ze studeerde af in 2004. Haar politieke interesse is in sterke mate ontstaan in 1992, toen ze als 10-jarige haar vader bijstond in de verkiezingscampagne voor het gouverneurschap. Omdat hij nauwelijks of geen staf had, moest hij terugvallen op zijn gezin en familie. Zelf plakte ze enveloppen dicht, klopte ze aan de deuren en verspreidde ze verkiezingsplakkaten.

## Carrière
Sanders begon haar politieke loopbaan in 2002 als aanvoerder van haar vaders campagne voor zijn herverkiezing als gouverneur van Arkansas. Zij was een regionale verbindingsambtenaar voor zaken van het Congres op het ministerie van Onderwijs onder president George W. Bush. Ook werkte ze in 2004 in Ohio mee aan de campagne voor diens herverkiezing. In 2008 was zij de nationale politieke leider van de presidentiële campagne van haar vader. Vervolgens was zij betrokken bij campagnes van de senatoren Tim Pawlenty, John Boozman en Tom Cotton. Ook was ze nationaal campagneleider voor de ONE Campagne, een internationale organisatie met als doel om wereldwijde armoede en besmettelijke ziekten te bestrijden. Na het leiden van de in februari 2016 gestaakte presidentiële campagne van haar vader, stapte ze over naar de verkiezingscampagne van Donald Trump, met als bijzondere opdracht "het zoeken en bouwen van coalities".
Na Trumps overwinning werd Sanders aangesteld als plaatsvervangend perswoordvoerder in het Witte Huis. Op 5 mei 2017 gaf zij haar eerste Witte Huis-briefing als invalster voor perschef Sean Spicer, die op herhaling moest als marineman. Ook viel ze voor hem in tijdens de commotie na het ontslag van FBI-directeur James Comey. Haar verdediging van de acties van de regering-Trump leidde tot speculaties dat de president zou overwegen om Spicer door haar te vervangen. Aanvankelijk werd dit tegengesproken door haar vader. Echter op 26 mei herhaalde de Wall Street Journal de suggestie dat Sanders werd gezien als een mogelijke vervanger van Spicer. Zulks in de context van verdere wijzigingen van de Staf van het Witte Huis alsmede het onderzoek naar de mogelijke contacten tussen de Trump-campagne en Rusland. Sanders bleef zo en nu dan invallen voor Spicer.
Op 21 juli 2017, na het ontslag van Spicer, maakte de nieuw benoemde directeur communicatie van het Witte Huis Anthony Scaramucci bekend dat Sanders de functie van perschef overnam. Sanders werd de derde vrouw die deze functie vervulde, na Dee Dee Myers (1993–1994) en Dana Perino (2007–2009).

### Perschef van het Witte Huis
Als gevolg van de onconventionele en weinig gestructureerde regeerstijl van president Trump ontwikkelde het woordvoerderschap van Sanders zich vrijwel vanaf het begin tot een krachttoer en balanceeract.
In maart 2018 zei Sanders over het schandaal rond Stormy Daniels en Donald Trump "dat er geen betalingen door de president waren geweest". Twee maanden later verklaarde Trumps advocaat Rudy Giuliani echter dat Trump zijn advocaat Michael Cohen 130.000 dollar had terugbetaald, nadat Cohen Daniels had betaald. In antwoord op vragen over deze discrepantie, claimde Sanders dat zij niet had geweten van deze ontwikkeling en dat haar eerdere verklaring was gebaseerd op "de beste informatie die zij op dat moment had"..

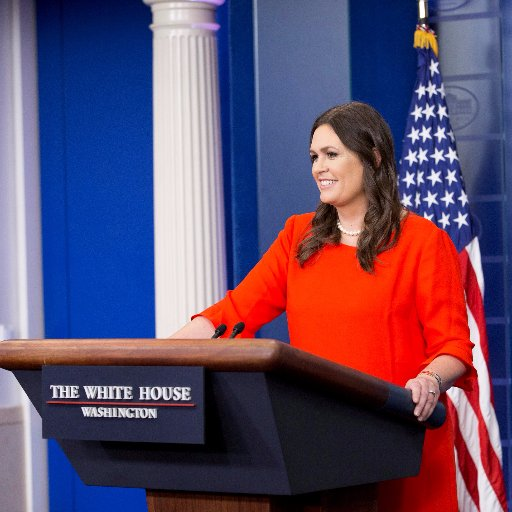
Sarah Huckabee Sanders als perschef van het Witte Huis

Medio juni 2018 gaf zij, toen ze werd gevraagd naar het "no tolerance"-immigratiebeleid van het kabinet-Trump (dat uitmondde in de scheiding van kinderen van hun ouders aan de grens van Mexico en de VS), de schuld aan "mazen in de wetgeving, die de Democraten weigeren te dichten". In navolging van toenmalig minister van Justitie Jeff Sessions voegde zij daaraan toe "dat het heel Bijbels is om de wet te gehoorzamen". Christelijke kopstukken, zoals Daniel DiNardo en Franklin Graham keurden dit beleid echter sterk af. Zij noemden het "immoreel" of "schandelijk", terwijl hoogleraar Matthew Schlimm betoogde dat de Bijbel aldus wordt misbruikt op een manier die kan worden vergeleken met hoe slavenhouders en nazi's dat eerder deden.
In dezelfde maand (juni 2018) maakte Sanders via haar Witte Huis-twitteraccount bekend dat een bij naam genoemd restaurant in Virginia geweigerd had haar in haar vrije tijd te bedienen omdat zij werkzaam was voor president Trump. Voormalig directeur Walter Shaub van het Gouvernementeel Ethisch Bureau liet weten dat zij hiermee ethische principes had geschonden door "vermeende ontmoediging van klandizie" en "het misbruiken van haar ambt om een bepaalde druk uit te oefenen".
Op 13 juni 2019 kondigde president Trump via zijn Twitter-account aan dat Sanders per eind juni 2019 zou stoppen met haar functie als perschef.

### Gouverneur van Arkansas
In januari 2021 maakte Sanders bekend zich verkiesbaar te stellen voor het gouverneurschap van Arkansas, een ambt dat tussen 1996 en 2007 door haar vader Mike Huckabee werd bekleed. Haar campagne werd gesteund door Republikeinse kopstukken als Donald Trump, Mike Pence, William Barr en Sonny Perdue. Met een overmacht van 83% van de stemmen wist ze de Republikeinse voorverkiezingen te winnen, waarna ze het bij de algemene gouverneursverkiezingen in november 2022 op moest nemen tegen de Democraat Chris Jones. Zonder veel moeite werd Sanders verkozen tot gouverneur; ze veroverde 63% van de stemmen tegenover 35% voor Jones. Op 10 januari 2023 werd ze beëdigd in de hoofdstad Little Rock, als opvolger van haar partijgenoot Asa Hutchinson. Sanders is de eerste vrouwelijke gouverneur in de geschiedenis van Arkansas. Ook de luitenant-gouverneur van de staat (Leslie Rutledge) is een vrouw, waarmee Arkansas na Massachusetts de tweede Amerikaanse staat is waar deze beide functies gelijktijdig door vrouwen worden bekleed.

## Persoonlijk
Sarah Huckabee huwde in 2010 met de Republikeinse politiek consultant Bryan Sanders. Het paar heeft drie kinderen: twee meisjes en een jongen. In februari 2016 richtte het koppel als partners het politiek adviesbureau Second Street Strategies op.
- Gemeinsame Normdatei: 1188472402
- International Standard Name Identifier: 0000 0005 0063 852X
- Library of Congress Control Number: no2019131381
- Virtual International Authority File: 4939156075625753980000
- WorldCat: E39PBJbxFXDjqHQQmQcJ4bth73